# San Francisco (Guatemala)
San Francisco è un comune del Guatemala facente parte del dipartimento di Petén.
Fondato nel 1828 con la denominazione "Chachaclum", assume quella attuale il 7 ottobre 1927. Il 30 marzo 1931 incorpora il territorio dell'ex comune di San Juan de Dios.